# کادری لهتلا
کادری لهتلا (استونیایی: Kadri Lehtla؛ زادهٔ ۳ مهٔ ۱۹۸۵) ورزشکار دوگانه اهل استونی است.